# Maksym Braharu
Maksym Ihorowycz Braharu, ukr. Максим Ігорович Брагару (ur. 21 lipca 2002 w Reni w obwodzie odeskim) – ukraiński piłkarz, grający na pozycji pomocnika.

## Kariera piłkarska

### Kariera klubowa
Wychowanek Szkoły Sportowej nr 11 w Odessie, barwy której bronił w juniorskich mistrzostwach Ukrainy (DJuFL). W lipcu 2019 roku rozpoczął karierę piłkarską w drużynie Czornomorca Odessa, a 17 sierpnia 2019 debiutował w jego barwach w meczu przeciwko Awanhard Kramatorsk.

### Kariera reprezentacyjna
Od 2021 bronił barw młodzieżówki.

## Sukcesy i odznaczenia

### Sukcesy klubowe
Czornomoreć Odessa
- wicemistrz Pierwszej ligi Ukrainy: 2020/21

### Sukcesy reprezentacyjne
Ukraina U-21
- brązowy medalista Mistrzostw Europy U-21: 2023